# Wildscheuer

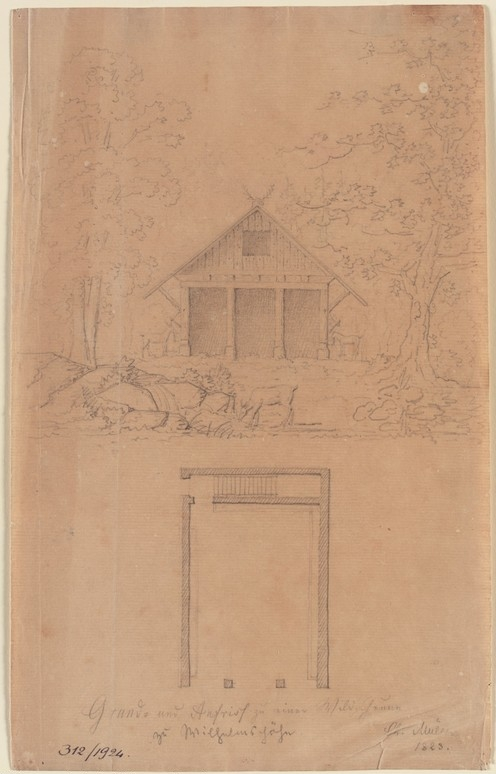
Entwurf für eine Wildscheune von Leonhard Müller, perspektivische Ansicht und Grundriss, 1823

Eine Wildscheuer oder Wildscheune ist eine jagdliche Einrichtung zur Fütterung des Schalenwildes – vornehmlich Rotwild – im winterlichen Wald. Diese offenen Scheunen waren vornehmlich in hoheitlichen Wäldern zwischen Barockzeit und Säkularisation zu finden.
2013 wurde im Spessart eine alte Wildscheuer restauriert.
Bei Steeden im mittelhessischen Landkreis Limburg-Weilburg trägt eine Höhle den Namen Wildscheuer, in der u. a. Steinwerkzeuge aus dem Jungpaläolithikum geborgen wurden.